# Józef Wandzik
Józef Wandzik (* 13. August 1963 in Tarnowskie Góry, Polen) ist ein ehemaliger polnischer Fußballspieler.
Józef Wandzik begann seine Profikarriere 1981 beim polnischen Erstligisten Ruch Chorzów, wo er für vier Jahre spielte und auf insgesamt 56 Einsätze kam. 1985 wechselte Wandzik zum Ligakonkurrenten Górnik Zabrze, wo er auf Anhieb Stammspieler wurde, in fünf Jahren drei polnische Meisterschaften sowie den Superpokal gewinnen konnte und auf insgesamt 140 Einsätze kam. 1990 wechselte Wandzik ins Ausland und unterschrieb einen Vertrag beim griechischen Spitzenverein Panathinaikos Athen, wo er seine erfolgreichste Zeit haben sollte. Neben drei griechischen Meisterschaften, vier Pokalsiegen und einem Superpokal erreichte Wandzik mit Athen 1996 das Halbfinale der UEFA Champions League, wo man, trotz eines 1:0-Auswärtssieges, an Ajax Amsterdam scheiterte. Nach 250 Einsätzen für Panathinaikos wechselte Wandzik 1999 zu Apollon Athen, ehe er nach einer weiteren Saison bei Athinaikos Athen 2001 seine aktive Laufbahn beendete.
Für die Polnische Fußballnationalmannschaft absolvierte Wandzik zwischen 1985 und 1995 52 Länderspiele und nahm mit dieser an der Weltmeisterschaft 1986 teil, wurde bei der Endrunde in Mexiko aber nicht eingesetzt.

## Titel
- Polnischer Meister: 1985, 1986, 1987, 1988
- Griechischer Meister: 1991, 1995, 1996
- Griechischer Pokalsieger: 1991, 1993, 1994, 1995
- Polnischer Superpokal: 1988
- Griechischer Superpokal: 1993, 1994